# Cartes du Ciel
Cartes du Ciel, o anche detto SkyChart è un planetario software open source per Linux e Windows. Con il passaggio alla versione 3, Linux è stato inserito come piattaforma supportata e la licenza è stata cambiata da freeware a GPL.
Questo software mostra le mappe e i nomi di tutte le costellazioni, pianeti, nebulose e stelle osservabili tramite un telescopio.
Cartes du Ciel è uno dei più popolari planetari personali per computer. Dispone di numerose capacità orientate sia all'aspetto amatoriale dello studio del cielo e in parte professionale; ha molte caratteristiche che si possono ritrovare in software commerciali.
Lo sviluppatore, Patrick Chevalley, giustifica la licenza gratuita del programma con questa frase:
(Patrick Chevalley)
Patrick Chevalley ha creato, insieme con Christian Legrand, anche un atlante lunare, Virtual Moon Atlas, anch'esso distribuito come freeware.